# Graščina Vaux-le-Vicomte
Graščina Vaux-le-Vicomte je francoska baročna graščina, ki se nahaja v Maincyju, v bližini Meluna, 55 km jugovzhodno od Pariza v departmaju Seine-et-Marne, Francija.
Zgrajena je bila med letoma 1658 in 1661 za  Nicolasa Fouqueta, markiza de Belle Île, vikonta v Melunu in Vauxu, glavnega finančnika Ludvika XIV.. Graščina je vplivno delo arhitekture srede 17. stoletja. Pri Vaux-le-Vicomte so pri projektu prvič sodelovali arhitekt Louis Le Vau, krajinski arhitekt André le Notre in slikar-dekorater Charles Le Brun. Njihovo sodelovanje je zaznamovalo začetek »sloga Ludvika XIV.«, ki združuje arhitekturo, notranjo opremo in krajinsko oblikovanje. Izrazito vizualna os parkov je primer tega sloga. 

## Zgodovina
Nekoč majhna graščina med kraljevima rezidencama Vincennes in Fontainebleau, je posest Vaux-le-Vicomte leta 1641 kupil Nicolas Fouquet, ambiciozen 26-leten član parlamenta Pariza. Fouquet je bil navdušen mecen in s svojo velikodušnostjo privabljal številne umetnike.
Ko je Fouquet leta 1657 postal superintendent kralja Ludvika XIV. za finance (danes bi bil to minister za gospodarstvo, finance in industrijo v Franciji), je naročil Le Vauju, Le Brunu in Le Notreju obnoviti svoje posestvo in park, da bi se ujemala z njegovimi velikimi ambicijami. Fouquetova umetniška in vzgojena osebnost je iz teh treh potegnila najboljše. 
Za zagotovitev potrebnega območja za izdelavo načrta za park in graščino Vaux-le-Vicomte, je Fouquet kupil in porušil tri vasi. Razseljeni vaščani so bili nato zaposleni za servisiranje in vzdrževanje vrtov. Rečeno je bilo, da je zaposlil 18 tisoč delavcev in imel 16 milijonov liver stroškov. 
Graščina in njen pokrovitelj sta bila kratek čas v središču pozornosti za slavja, literaturo in umetnost. Pesnik Jean de La Fontaine in dramatik Molière sta bila med umetniki, ki so bili blizu Fouquetu. Na slovesnem odprtju Vaux-le-Vicomte je bila izvajana Molièrova igra skupaj z večerjo, ki jo je organiziral François Vatel in impresivnim ognjemetom. 

### Zabave in zapor
Graščina je bila bogata, prefinjena in bleščeča na pogled, vendar so se te lastnosti izkazale tragično za njenega lastnika: kralj je Fouqueta aretiral kmalu po slavju, ki je potekalo 17. avgusta 1661, kjer je Moliere debitiral z igro Les Fâcheux.  Praznovanje (fête) je bilo preveč impresivna in superintendentov dom preveč razkošen. Fouquet namen je bil laskati kralju: del Vaux-le-Vicomte je bil dejansko zgrajen posebej za kralja, vendar se je Fouquetov načrt izjalovil. Jean-Baptiste Colbert je pregovoril kralja, da je verjel, da je bila veličastnost njegovega ministra financirana iz poneverbe javnih sredstev. Colbert, ki nato nadomestil Fouqueta kot superintendenta za finance, ga je aretiral.  Kasneje je Voltaire povzel slavno fête: »17. avgusta ob šestih zvečer je bil Fouquet kralj Francije: ob dveh zjutraj ni bil nihče.« La Fontaine je napisal opis fête in kmalu zatem napisal svojo Elégie aux nymphes de Vaux.

### Po Fouquetu
Potem ko je bil Fouquet aretiran in doživljenjsko zaprt, so njegovo ženo izgnali, Vaux-le-Vicomte pa sekvestrirali (uradno določiti začasno upravljanje premoženja).. Kralj je zasegel, zaplenil ali kupil 120 tapiserij, kipe in vse pomarančevce. Nato je poslal ekipo umetnikov (Le Vau, Le Notre in Le Brun) oblikovati, kar bo veliko večji projekt kot Vaux-le-Vicomte, palače in vrtove Versaillesa.
Madame Fouquet so 10 let kasneje vrnili njeno premoženje in jo upokojili z njenim najstarejšim sinom. Leta 1705, po smrti svojega moža in sina, se je odločila, da bo Vaux-le-Vicomte  prodala. 

### Nedavna zgodovina
Maršal Claude Louis Hector de Villars je postal novi lastnik, ne da bi najprej videli graščino. Leta 1764 je graščino in posest maršalov sin prodal vojvodi Praslinu, katerega potomci so ohranili nepremičnine več kot stoletje. Včasih se pomotoma poročali, da je bila graščina prizorišče umora, ko je leta 1847 Charles de Choiseul-Praslin ubil svojo ženo v svoji spalnici, vendar se to ni zgodilo v Vaux-le-Vicomte ampak v njegovem pariškem prebivališča. 
Leta 1875, po tridesetih letih zanemarjanja, je bila posest na javni dražbi prodana Alfredu Sommierju. Graščina je bila prazna, nekaj gospodarskih poslopij je bilo v ruševinah in slavni vrtovi so bili povsem zaraščeni. Obsežna naloga obnove in prenove se je začela pod vodstvom arhitekta Gabriel-Hippolyte Destailleurja, ki mu pomagal krajinski arhitekt Elie Laine. Ko je Sommier leta 1908 umrl, so graščina in vrtovi že imeli prvotni videz. Njegov sin, Edmé Sommier in njegova hči sta delo dokončala. Danes njegovi potomci ohranjajo graščino, ki je še vedno v zasebni lasti Patrice in Cristina de Vogüé, grofa in grofice de Vogüé. Zdaj posest upravljata s svojimi tremi sinovi: Alexandre, Jean-Charles in Ascanio de Vogüé. Država ga je določila kot zgodovinski spomenik in je odprt za javnosti. 

## Opis

### Arhitektura
Graščina se nahaja v bližini severnega konca 1,5 km dolge osi sever-jug z vhodom, obrnjenim proti severu. Njena oblika je popolnoma simetrična na obeh straneh te osi. Nekoliko presenetljiv je tloris notranjosti, ki je tudi skoraj popolnoma simetričen z nekaj razlikami med vzhodnim in zahodnim delom. Obe sobi v centru, vhodna veža na severu in ovalen salon na jugu, so bili prvotno odprti kot loža tako, kot da je dvorec sestavljen iz dveh ločenih delov. Notranja oprema teh dveh sob je torej bolj značilna za zunanjo postavitev. Trije sklopi treh lokov, tisti na vhodu spredaj, trije več med vežo in salonom ter trije med salonom in vrtom so vsi poravnani in omogočajo prihajajočemu obiskovalcu da gleda skozi središčno os vrta celo preden vstopi v graščino. Zunanji loki so se zapirali z železnimi vrati in so šele kasneje dodali steklena vrata, notranji loki se zrcalijo v vratih. Ker je loža razdelila stavbo na dve polovici, obstajata tudi dve simetrični stopnišči na obeh straneh. Sobe v vzhodni polovici hiše so bile namenjene za uporabo kralju, tiste na zahodni strani za Fouqueta. Določeni prostori za kralja so bili običajna praksa v plemiških hišah v času, ko je kralj pogosto potoval. 
Še ena presenetljiva značilnost tlorisa je debelina glavnega dela stavbe (Corps de Logis), ki je sestavljena iz dveh nizov sob, ki tečejo proti vzhodu in zahodu. Tradicionalno, sredi corps de logis francoske graščine sestavlja ena sama vrste prostorov. Dvojni corps de logis je že bil uporabljen v hôtels particuliers (mestne plemiške hiše) v Parizu, vključno Le Vaujev Hôtel Tambonneau, vendar je bila Vaux prva graščina s to spremembo. Še bolj nenavadno je bilo to, da so bile glavne sobe v pritličju in ne v prvem nadstropju (tradicionalen piano nobile). Zato tudi ni velikega stopnišča ali galerije, standardnih elementov večine sodobnih dvorcev. Omeniti je potrebno tudi, da  hodniki v pritličju in v prvem nadstropju, ki vodijo vzdolž hiše, zagotavljajo zasebnost v sobah kot dostop. Do sredine 17. stoletja hodniki v bistvu niso bili znani. Druga značilnost tlorisa so štirje paviljoni, en na vsakem vogalu stavbe, je bolj konvencionalno. 
Vaux-le-Vicomte je bil prvotno načrtovan, da bo zgrajen iz opeke in kamna, vendar je sredi stoletja, ko je srednji razred začel posnemati ta slog, aristokracija začela uporabljati izključno kamen. Precej pozno v procesu načrtovanja sta Fouquet in Le Vau prešla na kamen, odločitev, ki je nastala najbrž pod vplivom uporabe kamna v Françoisa Mansarta Château de Maisons. Spremljevalna poslopja, ki mejijo na avant-cour severno od hiše so ostala v opeki in kamnu, druge predhodne strukture, ruševine iz kamna in malte, material socialno nižjega ranga, je bil običajen v Franciji še precej dolgo.
Glavna graščina je v celoti izdelana na ploščadi obdani z jarkom, in je dostopna preko dveh mostov, usklajenih s centralno osjo in postavljenih na severni in južni strani. Jarek je slikovit posnetek srednjeveških utrjenih bivališč in je spet funkcija, ki si jo je Le Vau verjetno sposodil od Maisonsa. Jarek pri Vauxu je bil tudi navdih iz prejšnjega gradu na tem mestu.
Most čez jarek na severni strani vodi od avant-cour z velikim preddverjem, ki meji na terase na obeh straneh, postavitev vzbuja cour d'honneur starejših plemiških hiš, v katerih je bil vhod na dvorišče zaprt s prednjimi krili, običajno stanovanjske kuhinje in domačije. Le Vaujeve terase se konča na večjih dvoriščih, ki kažejo nekdanje paviljone. V več sodobnih rezidencah, kot je bil Vaux, je postala navada, da so te strukture v kleti, tako da ti objekti niso bili več potrebni. Ta tloris hiše s terasami v obliki črke U je oblika, ki ponovno opozarja na Maisons, kjer je Mansart načrtoval »da je bila njegova graščina zasnovana kot plemenita tradicija francoskega oblikovanja, a hkrati pri tem poudarjala svojo sodobnost v primerjavi s predhodnikom«. 
Sprednji vhod glavne graščine je značilno francoski, z dvema stranskima paviljonoma, ki mejita na osrednji avant-corps, spet spominja na delo Mansartovega Maisonsa. Le Vau dopolnjuje ta dva dodatka z umikajočim volumnom med paviljonoma in centralno maso. Vsi ti elementi so dodatno poudarjeni s strmimi piramidnimi strehami. Take strme strehe so podedovali iz srednjega veka in tako kot opeka, so šle hitro iz mode. Le Vau jih ni nikoli več uporabil. Skupni učinek na Vauxu, kot meni Andrew Ayers je »nekoliko različen in neurejen«. Poleg tega, kot je poudaril David Hanser, Le Vaujeva višina krši več pravil čiste klasične arhitekture. Ena od najbolj nezaslišanih je uporaba dveh namesto treh obokov v bočnih paviljonih, kar je neprijetna podlaga za pedimente neposredno nad osrednjim pilastrom.  Moreover, as David Hanser points out, Le Vau's elevation violates several rules of pure classical architecture. One of the most egregious is the use of two, rather than three, bays in the lateral pavilions, resulting in the uncomfortable placement of the pediments directly over the central pilaster. Ayers pa pravi, »čeprav je vhodna fasada precej nadležna, je kljub temu slikovita, kljub temu ali pa morda zato, ker je tako posebna.«
Park pred glavno graščino velja za bolj uspešnega. Ogromna, dvojna višina Velikega salona, ki v bistvu štrli iz corps de logis, jasno prevladuje nad južnim nivojem. Salon je pokrit z veliko kupolo iz skrilavca z mogočno lanterno in je pročelje z dvonadstropnim portikom skoraj enak enemu pri Hôtel Tambonneau. Uporaba centralnega ovalnega salona je novost, ki jo je Le Vau sprejel iz Italije. Čeprav sam nikoli ni bil tam, je prav gotovo vedel iz risb in grafik za primere  stavb, kot je Palača Barberini v Rimu in ga je že uporabljal za učinek na njegovem Château du Raincy. V Le Raincy salon razteza corps de logis in dele na obeh straneh, vendar je v Vauxu, zaradi dvojne vrste prostorov, pred vežo na vhodni strani, »tako zavlačuje in dramatizira odkritje obiskovalcu o tem, osrednjem delu hiše.« Stranski paviljoni fasade proti parku so le nekoliko navzven, trije širok oboki s tradicionalno visoko streho iz skrilavca, kot tiste na sprednjem vhodu, učinkovito uravnotežijo osrednji kupolasti salon.

### Park
Graščina se dviga na povišani ploščadi sredi gozda in označuje mejo med neenakimi prostori, vsak obravnavan na drugačen način. Ta učinek je bolj izrazita danes, saj so gozdovi zreli, kot je bil v sedemnajstem stoletju, ko so bila tukaj kmetijska zemljišča in so bili nasadi novi.
Le Nôtrejev park je prevladujoča struktura velikega kompleksa, ki se razteza skoraj 3 km daleč, z uravnoteženo sestavo vodnih bazenov in kanalov, ujetih v kamnite robnike, fontane, peščene poti in vzorčasti parterji nudijo bolj skladen kot velik pogled, ki ga je Le Notre ustvaril v Versaillesu. 
Park je seveda dobro vodnat, z dvema majhnima rekama, ki se srečata v parku; kanalizirana struga ene tvori Veliki kanal, ki vodi v kvadratni bazen.
Le Notre je ustvaril čudovit prizor, ki ga je treba gledati iz hiše, z uporabo zakonov perspektive. Izkoristil je naravni teren. Kanal je postavil na najnižjem delu kompleksa, tako da se skriva iz glavne perspektive.  Za kanalom se park vzpne na velik odprt travnik in se konča s Herkulesovim stebrom, dodanim v 19. stoletju. Grmičevje zagotavlja okvir za sliko parka in je služilo tudi kot oder za kraljeve zabave.

### Anamorphosis abscondita v parku
Le Notre je v svojem oblikovanja parka uporabil optično iluzijo imenovano anamorphosis abscondita (ki se lahko v grobem prevede kot 'skrito izkrivljanje'), da bi vzpostavil izsiljeno perspektivo. Najbolj očitna sprememba tega načina so zrcalni bazeni. So ožji bližje gledalcu (če stoji pred graščino), kot na najbolj oddaljeni točk; to pomeni, da so videti bližje gledalcu. Iz določene razgledne točke, je izkrivljanje zasnovano s krajinskimi elementi in daje poseben prisilen pogled, oko zaznava elemente, ki so bližje kot v resnici so. Ta točka pri Vaux-le-Vicomte je na vrhu stopnic na zadnji strani gradu. Če stojiš na vrhu velikega stopnišča, se začne izkušnja, ki kaže park s čudovitim perspektivičnim pogledom.  Anamorpfosis abscondita ustvarja vizualne učinke, ki jih ne srečujemo v naravi, zaradi česar je spektakel parkov zasnovanih na ta način izjemno nenavaden za gledalca (ki doživi napetost med naravnimi perspektivami videnimi v svojem perifernem vidu in izsiljenim vidikom formalnega parka).
Z vrha velikega stopnišča ta daje vtis, da je celoten park prikazan v enem pogledu. Sprva je pogled sestavljen iz simetričnih vrst grmičevja, poti, vodnjakov, kipov, cvetja in drugih delov, razvitih da posnemajo naravo: elementi ponazarjajo baročno željo po modelu narave prilagoditi svoje želje, tako s pomočjo narave posnemati naravo. V sredini je velik bazen obdan z jamo s kipi v njenih mnogih nišah. Velik nagnjen travnik ni viden, dokler parka ne začnemo raziskovati, ko se gledalec seznani z optičnimi elementi, ki sodelujejo in odkrije, da je park veliko večji, kot se zdi. Naslednji, krožni bazen, je prej razumeti kot jajce zaradi skrajšanja. Ko gledalec nadaljuje ogled se pokaže sama drugi bazen kot kvadrat in jame in njihove niše s kipi postanejo jasne. Vendar, ko se hodi proti jami se zdi, da je razmerje med bazenom in jamo napačno. Jame so dejansko na precej nižji ravni kot preostali del parka in ločene s širokim kanalom, ki je skoraj kilometer dolg. Po mnenju Allena Weissa v Mirrors of Infinity, je ta optični učinek  posledica uporabe desetega Evklidovega izreka Optics, ki trdi, da »se zdi, da je najbolj oddaljen del planote, ki se nahajajo pod očesom najvišji«.

## V popularni kulturi
Graščina in njena posest sta bili uporabljeni kot kalifornijski dom glavnega zlobneža Huga Draxa (igral ga je Michael Lonsdale) v filmu James Bond Moonraker iz leta 1979.  Mogoče jo je videti tudi v ozadju, v filmu iz leta 1998 Človek z železno masko. Poleg tega se je graščina pojavila v več epizodah The Revolution, dokumentarne televizijske serije o ameriški osamosvojitveni vojni, na kanalu History leta 2006. Avstralia's Next Top Model je imel modno predstavo v graščini v svojem 7. ciklu (epizoda 02 ), v avgustu 2011.